# Pink Friday: Roman Reloaded
Pink Friday: Roman Reloaded is het tweede studioalbum van Nicki Minaj. Het is op 2 april 2012 uitgebracht door Young Money Entertainment, Cash Money Records en Universal Republic Records. 
De eerste helft van het album bevat hiphop-nummers en de tweede helft bevat dancepop-nummers. Het album kwam binnen op de eerste plaats van de Amerikaanse Billboard 200 en er werden 253.000 exemplaren verkocht in de eerste week. Het album behaalde in Amerika de platina status. 
Het album werd gepromoot met zes singles; "Starships", "Right by My Side", "Beez in the Trap", "Pound the Alarm", "Va Va Voom" en "Automatic".
Het album werd in november 2012 opnieuw uitgebracht als Pink Friday: Roman Reloaded – The Re-Up. Naast het originele album bevat de heruitgave zeven nieuwe nummers en een extra dvd, die is opgenomen tijdens de Pink Friday Tour.

## Tracklist
| 1.                 | Roman Holiday                                | Blackout Movement              | 4:05 |
| 2.                 | Come on a Cone                               | Hit-Boy                        | 3:05 |
| 3.                 | I Am Your Leader (met Cam'ron en Rick Ross)  | Hit-Boy                        | 3:33 |
| 4.                 | Beez in the Trap (met 2 Chainz)              | Kenoe                          | 4:28 |
| 5.                 | HOV Lane                                     | Ryan & Smitty                  | 3:13 |
| 6.                 | Roman Reloaded (met Lil Wayne)               | Rico Beats                     | 3:16 |
| 7.                 | Champion (met Nas, Drake en Young Jeezy)     | T-Minus                        | 4:56 |
| 8.                 | Right by My Side (met Chris Brown)           | Pop & Oak                      | 4:25 |
| 9.                 | Sex in the Lounge (met Lil Wayne en Bobby V) | M.E. Productions               | 3:27 |
| 10.                | Starships                                    | RedOne, Rami Yacoub, Carl Falk | 3:30 |
| 11.                | Pound the Alarm                              | RedOne, Carl Falk, Rami Yacoub | 3:25 |
| 12.                | Whip It                                      | RedOne, Alex P                 | 3:15 |
| 13.                | Automatic                                    | RedOne, Jimmy Joker            | 3:18 |
| 14.                | Beautiful Sinner                             | Alex da Kid                    | 3:47 |
| 15.                | Marilyn Monroe                               | J.R. Rotem, Dreamlab           | 3:16 |
| 16.                | Young Forever                                | Dr. Luke, Cirkut               | 3:06 |
| 17.                | Fire Burns                                   | Pop & Oak                      | 3:00 |
| 18.                | Gun Shot (met Beenie Man)                    | Kane Beatz                     | 4:39 |
| 19.                | Stupid Hoe                                   | DJ Diamond Kuts                | 3:16 |
| Totale duur: 69:00 |                                              |                                |      |

| 20.                | Turn Me On (David Guetta met Nicki Minaj) | David Guetta, Giorgio Tuinfort, Black Raw | 3:19 |
| 21.                | Va Va Voom                                |                                           | 3:03 |
| 22.                | Masquerade                                | Dr. Luke, Benny Blanco, Cirkut            | 3:48 |
| Totale duur: 79:10 |                                           |                                           |      |